# Anders Lignell (ingenjör)
Anders Lignell, född 14 juni 1897 i Brunflo församling i Jämtlands län, död 3 december 1992 i Västerås domkyrkoförsamling i Västmanlands län, var en svensk ingenjör och uppfinnare inom flottningsteknik.
Lignell var son till bankdirektören Carl Lignell och Anna Andersson samt bror till ingenjören Karl Lignell. Efter civilingenjörsexamen vid Chalmers Tekniska Högskola (CTH) 1924 blev han flottningschef vid Gimån 1927, var ombudsman vid Indals-, Ljunga- och Gimåns flottningsföreningar 1930–1941, blev flottningschef vid Indalsälven 1942 och vid Ljungan-Gimån 1952. Han bedrev sedan konsultativ verksamhet från 1962. Anders Lignell hade diverse patent inom flottningsteknik. Han hade flera utmärkelser; han var riddare av Vasaorden (RVO), hade Patriotiska Sällskapets guldmedalj (PatrSGM), Hemvärnets guldmedalj (HvGM) samt Skid- och friluftsfrämjandets guldmedalj.
Anders Lignell gifte sig 1929 med Elin Wahlgren (1898–1973), som var dotter till landskamreraren Carl Wahlgren och Anna Mellgren samt syster till juristen Nils Wahlgren och skådespelaren Ivar Wahlgren. Makarna fick barnen Carl 1930, Lars 1933, Barbro 1934 och Birgitta 1937. Makarna Lignell är begravda på Norra begravningsplatsen i Östersund.